# Serbulien
Als Serbulien (serbisch Србуље/Srbulje) werden in der kirchenslawisch-altserbischen Sprache handschriftlich verfasste, teilweise auch gedruckte liturgische Bücher, Psalter oder Gebetbücher der serbisch-orthodoxen Kirche des 15. bis 17. Jahrhunderts bezeichnet. Bedingt durch die Invasion und Besatzung Serbiens durch die Osmanen und die damit verbundene Verlagerung und Aufteilung des serbischen Kulturraums, starb  diese Tradition allmählich aus. Das letzte Buch erschien noch Anfang des 17. Jahrhunderts im Jahr 1631. Im relativ selbständigen Montenegro konnte die serbisch-orthodoxe Kirche in Cetinje neben diesem auch weitere historisch und kulturell bedeutsame Schätze bis nach dem Zerfall des osmanischen Reiches in Südosteuropa vor dem Vergessen bewahren.